# Імператор Саґа
Імператор Са́ґа (яп. 嵯峨天皇, さがてんのう, саґа тенно; 3 жовтня 786 — 24 серпня 842) — 52-й Імператор Японії, синтоїстське божество. Роки правління: 8 травня 809 — 29 травня 823.
Другий син імператора Камму і імператриці Фудзівара но Отомуро. У 790 році втратив матір. З 791 року звався принц Каміно на честь району Каміно, місця народження його годувальниці Каміно но Сукуне. З дитинства виявляв потяг до читання й знань загалом. 799 року проведено церемонію повноліття (гемпуку).
803 року призначено міністром центральних справ з рангом хоні (яп. 品位)). 806 року після зречення старшого брата — імператора Хейдзея — посів трон. Призначив свого небожа — принца такаока — спадкоємцем трону. У 810 році Хейдзей спробував повернутися до влади, але був переможений імператорською гвардією. За цим принц Такаока втратив статус спадкоємцем. Натомість його було передану зведеному братові — принцу Отомо.
810 року для допомоги в управлінні державними справами створив куродо-докоро (служба камергерів) на чолі із куродо-но-то (головним камергером) Фудзівара но Фуюцуґу. У 812 році передав судові питання Фудзівара но Сонондо. Натомість присвятив себе мистецьким справам, таким як проведення поетичних змігань.
815 року було завершено складання генеалогічної збірки «Сінсен сьодзіроку». 818 року було впроваджено кодекс Коніна, яким було доповнено «Закон про довічну приватизацію цілини», яким пом’якшено обмеження на велике землеволодіння, заохочувавався розвиток закинутих і необроблених полів, засновувавалися громадські поля.
Імператор допоміг Кукаю заснувати школу буддизму Сінґон, подарувавши йому храм Тодзі в столиці. Саґа був великим шанувальником каліграфічного стилю Тан і дотримувався саме його, визначивши його як основний стиль письма. Активне сприяння йому в цьому надавали чернець Кукай, що пізніше уславився як видатний каліграф Японії й аристократ і придворний Татібана но Хаямарі. Їх прозвали «Три кращі пензлі», оскільки вважаються першими трьомазначними японськими каліграфами. 818 року наказав виправити в палаці всі надбрамні написи над дванадцятю брами Хейан-кьо, виконані стилем Цзінь. Особисто разом з Кукаєм і Татібана брав в цьому участь. Також придворні церемонії були змінені на систему Тан.
Мав імператрицю і 30 дружин та наложниць, від яких народилося 49 дітей. 814 року діти від молодших наложниць, включно з трьома принцами Нобу, Хіро та Цуне, отримали прізвище Мінамото, тим самим усунувши їх від претензій на трон. 823 року зрікся влади на користь принца Отомо, що відомий як імператор Дзюнна. Разом з тим призначив спадкоємцем трону свого сина принца Масару.
Після зречення престолу жив у Рейзен-іні. У жовтні 833 року він побудував за межами столиці новий палац у Сага-ін. В цей час трон посів принц Масара, відомий як імператор Німмьо, за панування якого колишній імператор став брати активну участь у політичних справах.  